# Rosenbuschite
La rosenbuschite è un minerale.